# Envelope circunstelar
Um envelope circunstelar é uma parte de uma estrela, com forma aproximadamente esférica, que não está gravitacionalmente ligada ao núcleo da estrela. Normalmente os envelopes circunstelares são formados a partir de vento estelar denso, ou eles estão presentes antes da formação da estrela. Os envelopes circunstelares das estrelas velhas (variáveis Mira ou estrelas OH/IR) ao final evoluem para protonebulosas planetárias, e os de objetos estelares jovens evoluem para discos circunstelares.

## Tipos de envelopes circunstelares
- Envelopes circunstelares de estrelas AGB
- Envelopes circunstelares em torno de objetos estelares jovens